# Liste der Naturdenkmale in Rehweiler
Die Liste der Naturdenkmale in Rehweiler nennt die im Gemeindegebiet von Rehweiler ausgewiesenen Naturdenkmale (Stand 27. April 2024).

## Ehemalige Naturdenkmale
| Nr.         | Bezeichnung        | Lage                                        | Beschreibung     | Bild                                    |
| ----------- | ------------------ | ------------------------------------------- | ---------------- | --------------------------------------- |
| ND-7336-413 | Buche in Bannbösch | östlich des Ortes; Abteilung Bannbösch Lage | Fagus sylvatica; | Direkt Bild zu diesem Denkmal hochladen |